# 陈柯帆
陳柯帆（2001年12月29日—）是中华人民共和国一名兒童演员。

## 生平
因出演东方卫视电视剧《孩奴》而进入娱乐圈，后因出演湖南卫视的《武媚娘传奇》、《三生三世十里桃花》等热门电视剧而获得知名度。

## 演出作品

### 电视剧
- 《孩奴》（东方卫视，2013年）－饰：刘欢欢
- 《武媚娘传奇》（湖南卫视，2014年）－饰：李治（少年）
- 《舞法天女朵法拉 第一季》（中国中央电视台少儿频道，2015年）－饰：蓝天
- 《三生三世十里桃花》（浙江卫视、东方卫视，2016年）－饰：元贞
- 《舞法天女朵法拉 第二季》（广东广播电视台少儿频道，2017年）－饰：蓝天

### 广告
- 惠氏奶粉
- 苏宁电器
- 伊利QQ星牛奶
- 菓珍
- 汰渍